# عبدالحق واثق
عبدالحق واثق (۱۹۷۱) سیاست‌مدار افغان است. وی در ۲۱ سپتامبر ۲۰۲۱ به حیث رئیس استخبارات افغانستان منصوب گردید. وی از سال ۲۰۰۲ تا ۲۰۱۴ را در زندان گوانتانامو سپری کرد. وی با چهار تن دیگر از اعضای طالبان با سربازی آمریکایی به نام بوئی برگدال مبادله شد و از زندان آزاد گشت.